# Keleti Források – Fontes Orientales
A Keleti Források – Fontes Orientales (a cím latin nyelven is) magyar nyelvű könyvsorozat, amely a keleti, ázsiai (muszlim, zsidó, hindu stb.) kultúrákkal kapcsolatos eredeti történelmi forrásokat, modern tanulmányokat tartalmaz. 2006-tól a Corvina Könyvkiadó gondozásában jelenik meg.  
A sorozat szerkesztői: Puskás Ildikó, Simon Róbert, 2010-től Simon Róbert és Simonné Pesthy Monika.

## Kötetei

### Eredeti források
- Buzurg Ibn Sahrijár: India csudálatosságai; 2006
- Uszáma Ibn Munqidz: Intelmek könyve – Egy szíriai emír memoárja a keresztes háborúk korából; 2006
- Ibn Fadlán: Beszámoló a volgai bolgárok földjén tett utazásról; 2007
- Vekerdi József (szerk.): Puránák – A hindu legendairodalom gyöngyszemei; 2008
- Péter-apokalipszis; ge'ez (klasszikus etióp) eredetiből ford., jegyz., tan. Pesthy Mónika, szerk. Simon Róbert; 2009
- A Tisztaság Testvérei: Az állatok és az emberek pere a dzsinnek királya előtt – Arab ökológiai mese a 10. századból; 2010

### Tanulmányok
- Simon Róbert – Simonné Pesthy Mónika: Mání és a fény vallása A manicheizmus forrásai; 2011
- Simon Róbert: Etűdök a halálról Túlvilági utazás a mazdaizmusban és az iszlámban; 2013
- Simon Róbertné Pesthy Mónika: Ember, Sátán, Messiás A korai zsidóság eszmevilága és a kereszténység; 2013
- Simon Róbert: Az iszlám fundamentalizmus. Gyökerek és elágazások Mohamedtől az al-Qáidáig; 2014
- Simon Róbert: Politika az iszlámban A muszlim társadalom anatómiája; 2016
- Simon Róbert: Buddha vagy Jézus?; 2017
- Simon Róbert: Történetírás az iszlámban; 2019